# Liste der Kulturdenkmäler in Geichlingen
In der Liste der Kulturdenkmäler in Geichlingen sind alle Kulturdenkmäler der rheinland-pfälzischen Ortsgemeinde Geichlingen aufgeführt. Grundlage ist die Denkmalliste des Landes Rheinland-Pfalz (Stand: 27. Juni 2022).

## Einzeldenkmäler
| Bezeichnung                            | Lage                               | Baujahr                    | Beschreibung | Bild            |
| -------------------------------------- | ---------------------------------- | -------------------------- | --- | --------------- |
| Wohnhaus                               | Berscheider Straße 3 Lage          | 1804                       | repräsentatives barockisierendes Wohnhaus, fünfachsiger Krüppelwalmdachbau, 1804 | BW              |
| Portal                                 | Berscheider Straße, an Nr. 17 Lage | 1802                       | spätbarockes Türgewände, bezeichnet 1802 | BW              |
| Hofanlage                              | Berscheider Straße 25 Lage         | Mitte des 19. Jahrhunderts | Dreiseithof, Mitte des 19. Jahrhunderts; Wohnhaus mit vierachsigem Wohnteil und zweiachsigem Backhaus mit Altenteil, bezeichnet 1860, Stallscheune und offene Remise                           | BW              |
| Hofanlage                              | Hauptstraße 12 Lage                | Mitte des 19. Jahrhunderts | Streckhof, Mitte des 19. Jahrhunderts; vierachsiges Wohnhaus, Stallscheune, offene Remise wohl vom Ende des 19. Jahrhunderts                                                                   | BW              |
| Hofanlage                              | In der Threidt 1 Lage              | Mitte des 19. Jahrhunderts | Zweiseithof, Mitte des 19. Jahrhunderts; fünfachsiges Wohnhaus, bezeichnet 1857, langgestrecktes Wirtschaftsgebäude                                                                            | BW              |
| Katholische Pfarrkirche St. Laurentius | Kirchstraße Lage                   | 1757                       | Saalbau, bezeichnet 1757, Erweiterung 1822, im Kern mittelalterlicher Turm, im 18. oder 19. Jahrhundert überformt; mit Ausstattung; drei Pfarrergrabsteine, zweite Hälfte des 19. Jahrhunderts | BW              |
| Pfarrhaus                              | Kirchstraße 2 Lage                 | spätes 18. Jahrhundert     | ehemaliges Pfarrhaus; Wohnhaus mit ehemaliger Flurküche, 1830, im Kern mindestens aus dem späten 18. Jahrhundert                                                                               | BW              |
| Wohn- und Gasthaus                     | Kirchstraße 3/5 Lage               | 1805                       | Wohnhaus, ehemals fünfachsiger Wohnteil und zweiachsiges Backhaus mit Altenteil, bezeichnet 1805, heute auch Gaststätte                                                                        | BW              |
| Dorfgemeinschaftshaus                  | Schulstraße 1 Lage                 | um 1920/30                 | ehemalige Schule mit Lehrerwohnung; Walmdachbau, Reformarchitektur und expressionistische Motive, um 1920/30                                                                                   | BW              |
| Bildstock                              | südwestlich des Ortes Lage         | 1934                       | Bildstock; Rotsandstein, barockisierend, bezeichnet 1934 | Fotos hochladen |
| Kapelle                                | westlich des Ortes Lage            | frühes 20. Jahrhundert     | Kapelle; Putzbau, barockisierende Motive, wohl aus dem frühen 20. Jahrhundert | BW              |